# Studierichting
Een studierichting is een combinatie van vakken in het hoger of middelbaar onderwijs, zodanig dat die vakken een bepaalde discipline of een bepaalde (beroeps)gerichte opleiding vormen, welke discipline, beroepsopleiding of algemene opleiding zich onderscheidt van andere.

## Vlaanderen

### Secundair onderwijs
In Vlaanderen hanteert men de benaming studierichting voor een onderdeel van een onderwijsvorm in het secundair onderwijs. 
In Vlaanderen kent men 4 onderwijsvormen: algemeen secundair onderwijs (aso), technisch secundair onderwijs (tso), kunstsecundair onderwijs (kso) en beroepssecundair onderwijs (bso). Deze onderwijsvormen bestaan in principe pas vanaf de tweede graad secundair onderwijs. In de eerste graad spreekt men van A-stroom en B-stroom.
De vakken in een studierichting bestaan uit:
- "gemeenschappelijke vakken"; dit zijn de vakken die in alle studierichtingen van dezelfde onderwijsvorm voorkomen.
- richtingsspecifieke vakken; dit zijn de vakken die eigen zijn aan de studierichting, en meestal ook verband houden met de naam van de studierichting. Zo zijn de vakken technisch tekenen, elektriciteit met practicum, mechanica met practicum, toegepaste fysica en chemie, eigen aan de richting "elektromechanica" in de tweede graad tso.
- "complementaire vakken"; enkele lestijden per week die de school zelf kan invullen. Het kan gaan om uitdieping (meer lestijden) van reeds gegeven vakken, of verrijking (bijvoorbeeld extra taal) of een ander extra vak.

Deze studierichtingen worden naar verwantschap gegroepeerd in "studiegebieden". Zo bevat bijvoorbeeld het studiegebied Beeldende kunsten in de tweede graad van het kso onder andere de studierichtingen "Audiovisuele vorming", "Beeldende en architecturale vorming" en "Beeldende en architecturale kunsten".

### Hogeschool
In het hoger onderwijs spreekt men van "(basis-)opleidingen" (bijvoorbeeld Bachelor in Verpleegkunde), die onderverdeeld kunnen worden in "afstudeerrichtingen" (bijvoorbeeld psychiatrische verpleegkunde, kinderverpleegkunde, geriatrische verpleegkunde, ...").
De benamingen van de opleidingen liggen vast in het officieel hogeronderwijsregister van de Nederlands-Vlaamse Accreditatieorganisatie. De benaming van de afstudeerrichting kiest de onderwijsinstelling zelf. Dit heeft geleid tot een wildgroei van varianten (2005-2006), zodat de Minister overweegt daar het mes in te zetten.
Hieronder enkele studiegebieden, waarbinnen de hogescholen in Vlaanderen hun opleidingen aanbieden:
- Architectuur
- Audiovisuele en beeldende kunst
- Biotechniek
- Gezondheidszorg
- Handelswetenschappen en bedrijfskunde
- Industriële wetenschappen en technologie
- Muziek en podiumkunsten
- Productontwikkeling
- Sociaal-agogisch werk
- Toegepaste Taalkunde

### Universiteit
Aan de universiteiten in Vlaanderen worden de verschillende opleidingen aangeboden binnen volgende faculteiten:
- Archeologie, Geschiedenis, Kunstwetenschappen, Taal- en letterkunde
- Criminologische wetenschappen, Rechten
- Economische en toegepaste economische wetenschappen en Verkeerskunde
- Godsdienst, Moraal en Wijsbegeerte
- Medische en Paramedische wetenschappen
- Pedagogische wetenschappen en Psychologie
- Politieke en Sociale wetenschappen
- Toegepaste biologische wetenschappen
- Toegepaste wetenschappen
- Wetenschappen

## Nederland

### Universiteit
In Nederland is een studierichting van oorsprong een specialisme aan de universiteit. Nadat het totaalpakket van trivium en quadrivium, dat in de Middeleeuwen werd aangeboden, door toegenomen wetenschappelijk specialisme niet langer voldeed, werd studenten de gelegenheid geboden uit bepaalde mogelijkheden ("faculteiten") te kiezen. Dit hield een specialisatie in. Deze specialisatie schreed echter voort met het toenemen van wetenschappelijke inzichten in de Renaissance en daarna. Allengs werden de faculteiten weer onderverdeeld in studierichtingen.
Zo studeerde men bijvoorbeeld niet langer Letteren (die een faculteit vormden), maar koos daarbinnen nog weer voor een bepaalde studierichting. Te denken viel aan Klassieke talen, Geschiedenis, Nederlands en in een later stadium aan een Moderne vreemde taal- en letterkunde.
Niet iedere universiteit biedt alle studierichtingen aan. Indien het voorbeeld beperkt blijft tot de Letteren, dan zijn de studierichtingen in de Oosterse taal- en letterkunde in Nederland thans geconcentreerd aan de Universiteit van Leiden.
Ook een discipline als Tandheelkunde wordt slechts aan enkele universiteiten aangeboden.

### Hoger beroepsonderwijs
De scholen voor Hoger beroepsonderwijs, thans algemeen omgedoopt tot hogescholen, hebben het voorbeeld van de universiteiten gevolgd en talloze, doorgaans beroepsgerichte studierichtingen in het leven geroepen. Het verschil met de universiteiten ligt, althans in theorie, in de aard van de opleiding, die bij de hogeschool beroepsgericht is, aan de universiteit wetenschappelijk.
In de praktijk is dit verschil niet zo scherp te onderscheiden. De universitaire studie Medicijnen biedt bijvoorbeeld zeer beroepsgerichte opleidingen (studierichtingen, specialismen) aan. Ook valt toenemende samenwerking tussen universiteiten en hogescholen waar te nemen, met het doel tot afstemming en tot geïntegreerde pakketten te komen.

### Naamgeving
De benaming "studierichting" is recent aan diverse veranderingen onderhevig geweest, hetgeen een weerslag is van de sterk veranderende opvattingen omtrent en inrichting van het onderwijs. Zo kon men de aanduiding "opleiding" tegenkomen waar het ging om de opleiding tot een bepaald beroep of wetenschappelijke discipline. Ook het woord "vakgroep" wordt wel gebruikt, maar benadrukt meer de aanbodkant van het onderwijs: niet zozeer de door de student afgenomen onderwijsdienst, als wel de door staf en instelling aangeboden expertise.

### Middelbaar onderwijs
In het Nederlandse middelbaar onderwijs is niet zozeer sprake van studierichtingen; de specialisaties naar onderwerp, die ook op dit niveau weliswaar bestaan, worden veeleer "onderwijsprofielen" genoemd.